# Thaumasia
Thaumasia  è una caratteristica di albedo della superficie di Marte.